# Amphilophium falcatum
Amphilophium falcatum là một loài thực vật có hoa trong họ Chùm ớt. Loài này được (Vell.) L.G.Lohmann mô tả khoa học đầu tiên năm 2010.